# Mariene provincie Westelijke Koraaldriehoek
De Mariene provincie Westelijke Koraaldriehoek (30) (Engels: Western Coral Triangle marine province) is een biogeografische provincie en ligt in de overgang van de Grote Oceaan naar de Indische Oceaan in het Marien rijk Centrale Indo-Pacific. De mariene provincie is vastgesteld door het World Wide Fund for Nature en The Nature Conservancy en is vernoemd naar de Koraaldriehoek.
In het noorden grenst het gebied aan de mariene provincie Zuidelijke Kuroshiostroom (28), in het noordoosten aan de mariene provincie Tropische Noordwestelijke Stille Oceaan (29), in het oosten aan de mariene provincie Oostelijke Koraaldriehoek (31), in het zuiden aan de mariene provincie Sahulplat (32) en de mariene provincie Noordwest-Australische Plat (34), in het zuidwesten aan de mariene provincie Transitioneel Java (27), in het westen aan de mariene provincie Sundaplat (26) en in het noordwesten aan de mariene provincie Zuid-Chinese Zee (25).

## Geografie
De mariene provincie ligt in de zeeën rond Filipijnen, de Molukken, het noordwesten van het eiland Nieuw-Guinea, de Kleine Sunda-eilanden, de kusten van Oost-Timor, Sulawesi en de noord- en oostkust van Borneo met de kusten van Brunei, Maleisië en Indonesië.

## Biogeografie
Het gebied kent zeeleven dat houdt van tropische temperaturen.

## Mariene ecoregio's
Deze mariene provincie bestaat uit 8 mariene ecoregio's:
- Mariene ecoregio Palawan/Noord-Borneo (126)
- Mariene ecoregio Oostelijke Filipijnen (127)
- Mariene ecoregio Celebeszee/Straat Makassar (128)
- Mariene ecoregio Halmahera (129)
- Mariene ecoregio Papoea (130)
- Mariene ecoregio Bandazee (131)
- Mariene ecoregio Kleine Sunda-eilanden (132)
- Mariene ecoregio Noordoostelijk Sulawesi (133)